# Çorlu
Çorlu este un oraș din nord-vestul Turciei.

## Orașe înfrățite
- Aden, Yemen
- Kumanovo, Macedonia
- Thies, Senegal
- Ebolowa, Camerun
- Bandaressalam, Comore
- Sinop, Turcia
- Montgomery, Alabama, SUA
- Grenville, Grenada
- Luxor, Egipt
- Alert, Nunavut, Canada